# Gustaf Winqvist (företagsledare)

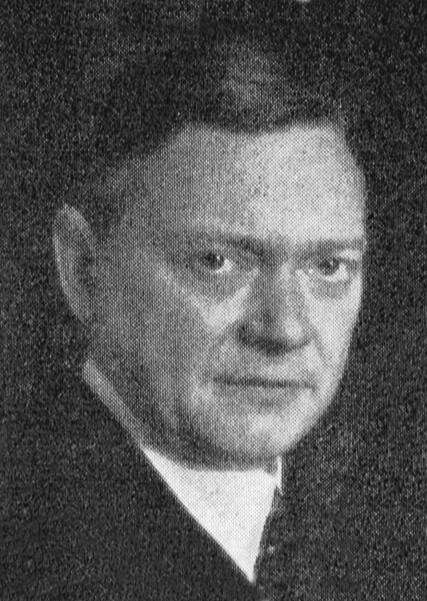
Gustaf Winqvist.

Gustaf Adolf Åke Bernhard Winqvist, född 2 januari 1888 i Helsingborg, död 3 februari 1972 i Stockholm var en svensk affärsman.

## Biografi
Winqvist tog studentexamen vid Hälsingborgs högre allmänna läroverk för gossar 1907 och var därefter fram till 1918 korrespondent och befraktare för Sulitelmabolaget / Kopparverken i Råå och vid AB Kistransport i Helsingborg. Han var tidigt road av aktier och gjorde en del bra affärer. Birger Sjöberg har beskrivit detta i romanen Kvartetten som sprängdes, där Gustaf är en av karaktärerna medan de andra är hans vänner. En av orsakerna till att "kvartetten sprängdes" var dock några mindre lyckade affärer.
Efter 1919 var han anställd i verkstadsbolaget AB Galco som var ett specialföretag för stålpressning beläget vid Hälsingegatan 41 i Stockholm. Han och Gustaf Larson, dåvarande teknisk chef vid företaget, rekonstruerade bolaget 1923 och Winqvist utsågs till verkställande direktör i bolaget. Företaget blev känt för att 1926 ha byggt de tio första personbilarna av märke Volvo. Galco blev underleverantör till Volvo under många år och både Galco och Winqvist var aktieägare i Volvo. Galco producerade även gaffelpärmen Agrippa som uppfanns av Gustaf Larson och vidareutvecklats av Winqvist. 1930 blev Winqvist även VD i aktiebolaget DUX som tillverkade falsmaskiner. Galco och DUX slogs sedermera ihop till AB Galco-Dux som 1980 såldes till Esselte.
Winqvist gifte sig 1915 med Ragnhild Heyne. Paret fick fyra barn, Åke (född 1916), Gösta (född 1917), Sven (1919) och Karin (född 1922). Familjen bebodde efter 1939 och fram till Winqvists död 1972 i stadsvillan Tofslärkan 14 i Lärkstaden i Stockholm (idag plats för Estlands Stockholmsambassad). Winqvist var konstsamlare, bostadens väggar var fyllda av målningar och en del möbler hade formgivits av Carl Malmsten.